# Collège du Saint-Esprit

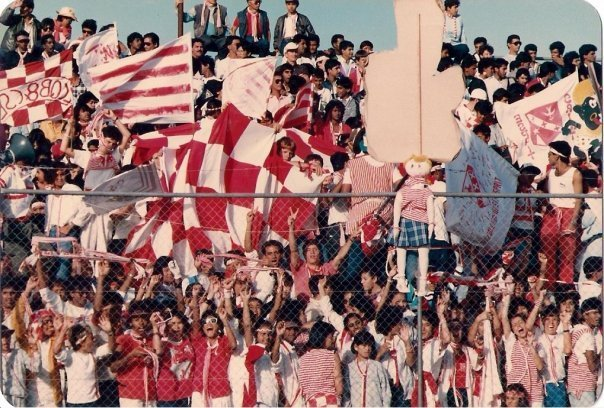
Élèves du collège

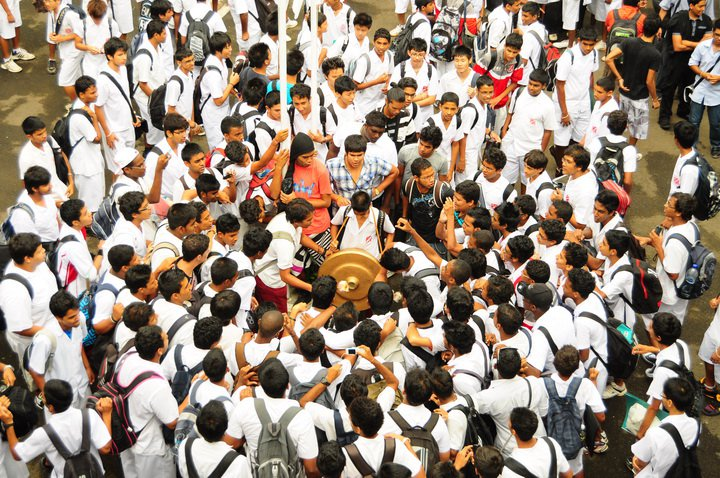
Célébration de fin d'études

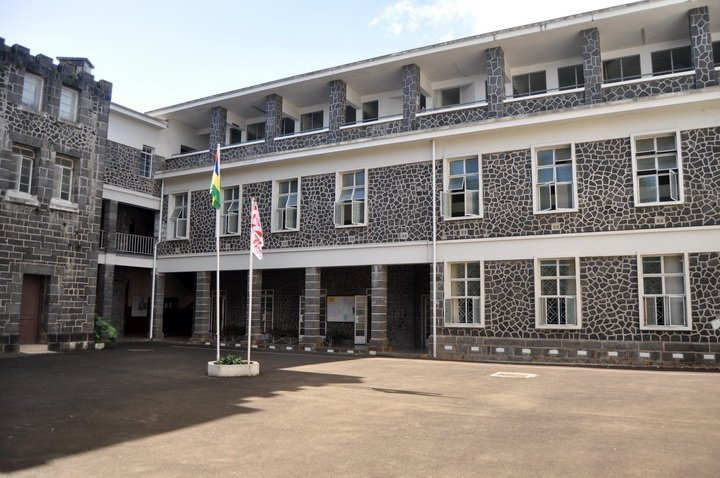
Cour principale du collège

Le collège du Saint Esprit est une institution de l'enseignement secondaire catholique à Maurice qui a été fondée en 1938 par des prêtres de la Congrégation du Saint-Esprit à partir du Collège Père Laval. Situé rue Sir Virgil Naz, à Quatre-Bornes, le collège du Saint-Esprit est considéré comme faisant partie des établissements les plus prestigieux du pays. Le collège n'accueille que des garçons.
En 2008, une branche du Collège a été inaugurée à Rivière-Noire après une implantation initiale à Case-Noyale. Possédant sa propre administration, cette institution accueille garçons et filles aux talents autres qu'académiques mais pouvant s'inscrire jusqu'au Higher School Certificate. L'établissement situé à Rivière Noire axe sa pédagogie sur l'excellence, le goût de l'effort, le sens de la discipline à travers le sport et les activités extra scolaires.
Ces deux institutions sont animées par la même conviction : c'est en portant un regard d'espérance sur la personne, en lui donnant une éducation englobant tout l'être, que le jeune pourra développer ses qualités humaines et assumer son rôle de citoyen.

## Origines
Au début du XXe siècle, l'éducation est payante. Il existe une demande pour un enseignement de qualité qui dispenserait aussi des valeurs chrétiennes. L'évêque d'alors, Monseigneur Murphy, décide donc de fonder le séminaire-collège Père Laval en 1920, dans le souci d'affermir les jeunes vocations du  diocèse et d'assurer ainsi le recrutement d'un clergé autonome. Mgr Murphy déploya une telle activité qu'au bout de dix années ses forces étaient irrémédiablement entamées ; le premier de nos évêques spiritains repose aux Quatre-Bornes dans le collège diocésain qu'il rêva toujours de créer.
Même si dans les années 1930 le collège dut fermer ses portes faute de prêtres, son œuvre fut achevée par son successeur Monseigneur James Leen venu tout droit du collège de Blackrock. Monseigneur Leen le renomme Séminaire Collège du Saint Esprit pour montrer que le diocèse s'impliquera davantage dans l'établissement afin d'assurer sa pérennité. C'est le père Daniel Liston, futur coadjuteur et troisième évêque spiritain, qui en prend lui-même la direction et fait le pari d'un collège dispensant une formation rigoureuse. Le pari est gagné à la rentrée de 1938 lorsque la capacité d'accueil maximale est atteinte.
Dans un premier temps, à travers une campagne de communication mêlant bouche à oreille et presse écrite, ce sont surtout les fils de des fidèles catholiques que l'évêque vise en tentant de révéler et susciter des vocations à la vie religieuse et sacerdotale. Après un ralentissement d'activité pendant la Seconde Guerre mondiale dû à la mobilisation des enseignants, le collège va croître rapidement tout au long du XXe siècle.

## Enseignements
À ses débuts, le collège ne prépare qu'au School Certificate. Puis, l'évolution des effectifs  ainsi que l'agrandissement graduel de ses locaux va changer la donne. En 1950, le collège est autorisé à présenter des candidats à la Bourse d'Angleterre et obtient du même coup son premier lauréat : Roland Lamusse. C'est le début d'une longue série qui se perpétue jusqu'aujourd'hui.
Mais ce collège n'a pas bâti sa réputation uniquement sur des critères académiques. Ses élèves et ses professeurs se sont aussi distingués dans le sport en étant sacrés champions des  inter collèges d'athlétisme plusieurs années d'affilée. Dans le domaine socioculturel, ils ont fait parler d'eux en organisant le premier concert de solidarité des lycéens mauriciens, Solidariteen. Ils ont ainsi fait leur la maxime de Juvénal, « mens sana incorpore sano », en mettant l'accent sur le développement personnel sur l'éducation physique et sportive via les nombreuses associations/clubs d'élèves qu'ils ont contribué à former. C'est dans ce microcosme que s'est constitué un fragile esprit de corps qui fluctue selon les promotions ainsi qu'une mentalité grande école parfois critiquée.
Au fil des années, le collège va toutefois faire face au soubresauts de l'histoire de Maurice. L'indépendance du pays en 1968 et surtout l'introduction de l'éducation gratuite en 1977 va changer les perspectives d'avenir des futurs détenteurs du Higher School Certificate. Le collège aura désormais un recrutement plus représentatif de la population et cela va conduire à un changement de mentalité. Depuis 2003 et la réforme du très élitiste du Certificate of Primary Education, la mutation est encore plus prononcée, réveillant des craintes de nivellement par le bas ainsi qu'une remise en cause du mode d'enseignement, car l'État interdit désormais au collège un recrutement majoritairement catholique.
Le corps enseignant et la direction de l'école ont changé, les religieux ayant passé le relais aux laïcs. Bien que dépendant toujours de l'évêque, les professeurs et le recteur sont maintenant rémunérés par l'État mauricien. L'élève du collège essaie quant à lui avec plus ou moins de réussite de marcher dans les pas de ses prédécesseurs. Il tente de rester fidèle à la devise qu'il porte sur son cœur, Ignis Vibrante Lumine, tel le feu qui brûle pour éclairer.

## Anciens élèves célèbres
- Gilbert Ahnee, journaliste
- Girindre Beeharry, conseiller principal, éducation globale[5]
- Paul Bérenger, homme politique, ancien Premier ministre, député
- Gavin Glover, avocat
- Michael Glover, ancien ministre des Sports
- Mario Guillot, entrepreneur
- Alain Harel, prêtre, évêque
- Yusuf Kadel, poète, dramaturge
- Iqbal Kalla, journaliste
- Jean Margéot, prêtre, évêque, cardinal
- Shakeel Mohamed, député, ministre
- Maurice Piat, prêtre, évêque, cardinal
- Rudy Soobaroyen, CFA, économiste
- Cedric Poonisami, Chief Financial Officer Eclosia / Rogers Aviation
- Shyam Maraye, avocat, homme d’affaires, president de Rotary
- Aakash Kalachand, homme d’affaires J Kalachand group
- David Marimootoo, chanteur et musicien en France
- Kevin Yacoob Moossa, lauréat, CFO Clermont Trust London
- Wesley et Oliver Oxenham, co-founders de Peekspy (acquis par eBay), Singapore
- Dr Amrish Rajkomar[6], pionnier en chirurgie robotique,  2020 Australian Medical Leaders doctor of the year award
- Ash Naeck, TV personality en Australie
- Denis Wiehe, prêtre, évêque
- Pierre Dinan, économiste
- Jean-Claude Hoareau, homme d'affaires
- Dean Ah Chuen, entrepreneur
- Kugan Parapen, économiste, lauréat, député

### Quelques anciens professeurs
- France Canabady
- Jean-Claude Ah-Teck
- Balkis Mungur
- Sunil Morarjee
- Serge Florens
- Prabha Dhoonooah
- Rassool Gassita
- Lindsay Paul
- Iqbal Kalla
- Cyril Leckning
- Michael MacTiernan[7]
- Eamon Mansfield, pionnier de l'astronomie à Maurice, fondateur de la Mauritius Astronomical Society (MAS).
- Paul Randabel
- Shyama Ramgoolam
- Raymond Rivet
- Octave Pascal
- Alain Rouget
- Jacques  Comarmond
- Shoba Nagawa
- Menon Munien

### Liens internes

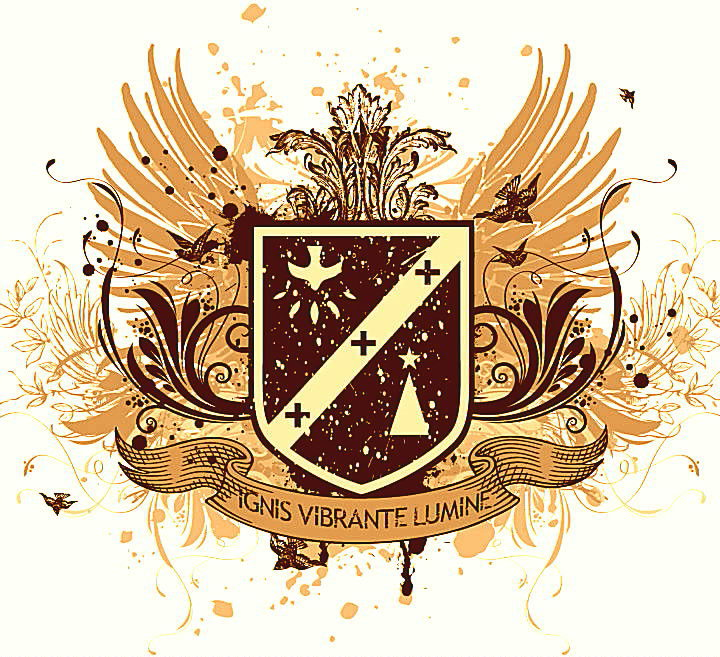
Blason du collège

## Source
- Monseigneur Amédée Nagapen